# Växtsteklar
Växtsteklar (Symphyta) är den ena underordningen av insektsordningen steklar och omfattar cirka 10 000 arter. Det vetenskapliga namnet Symphyta kommer från latin och betyder "sammanvuxen", vilket åsyftar frånvaron av den tydliga avsmalningen (getingmidjan) i övergången mellan bak- och mellankroppen som kännetecknar den andra underordningen inom ordningen steklar, midjesteklarna. Växtsteklar förekommer huvudsaklig i områden med tempererat klimat. Tropikerna är betydligt fattigare på arter av denna grupp. I Sverige finns 661 bofasta arter.
De har brett huvud och vanligen en bred bakkropp. Honan har ofta ett långt äggläggningsrör med vars hjälp hon lägger sina ägg i sådan levande växtvävnad (löv, barr, bladskaft, skott, ved med mera) som sedan kommer att utgöra föda åt larverna. Oftast lägger honan bara ett ägg för varje ”inborrning” i värdväxten. Det första bakkroppssegmentet är hos vuxna individer bra utvecklat och lika brett och tjockt som de övriga segmenten, vilket gör växtsteklarna mindre rörliga i bakkroppen än andra steklar.
Som larver lever de flesta växtsteklar av löv eller barr, men i Sverige finns det även en del, nämligen vedsteklar och halssteklar, som lever av död ved och utnyttjar rötsvampar som symbionter.
Flera arter är betydande skadedjur på växter. Honornas äggläggningsapparat är sågtandad och den största familjen, Tenthredinidae, i denna underordning kallas därför även för sågsteklar.

## Familjer
- barrsteklar (Diprionidae)
- bladsteklar eller sågsteklar (Tenthredinidae)
- borsthornsteklar (Argidae)
- halmsteklar (Cephidae)
- halssteklar (Xiphydriidae)
- klubbhornsteklar (Cimbicidae)
- ormbunkssteklar (Blasticotomidae)
- parasitväxtsteklar (Orussidae)
- spinnarsteklar (Pamphiliidae)
- tallblomsteklar (Xyelidae)
- vedsteklar (Siricidae)